# Takashi Yokoyama
Pour les articles homonymes, voir Yokoyama.
Takashi Yokoyama est un ancien nageur japonais né le 24 décembre 1913 à Kōchi et mort le 14 avril 1945.

## Palmarès

### Jeux olympiques
- Jeux olympiques de 1932 à Los Angeles (États-Unis)
  -  Médaille d'or au titre du relais 4 × 200 m nage libre.